# Goniaeolis typica
Famille
Genre
Espèce
Goniaeolis typica, unique représentant du genre Goniaeolis et de la famille des Goniaeolididae, est une espèce de mollusques de l'ordre des nudibranches.